# 英國岩
英國岩（英語：English Rock）是南極洲的岩石，位於瑪麗伯德地，處於弗雷克斯山西坡，屬於克拉里山脈的一部分，美國地質調查局根據測量和美國海軍拍攝的空中照片繪入地圖，現時由南極條約體系管理。